# Андре Меєр
Андрé Бенуа Матьє Меєр (3 вересня 1898, Париж, Франція — 9 вересня 1979, Лозанна, Швейцарія) — французько-американський інвестиційний банкір.

## Біографія
Народився в малозабезпеченій єврейській родині в Парижі. З юних років почав стежити за роботою фондового ринку і згодом був повинен покинути школу в шістнадцять років, щоб працювати посланцем у Паризькій біржі. Вивчав тонкощі біржової торгівлі, і через нестачу персоналу французів, які служили в армії в Першій світовій війні, зміг влаштуватися на роботу в невеликий паризький банк Baur & Fils. У 1925 році його помітив Раймонд Філіпп, який запропонував роботу від престижних інвестиційних банкірів з фірми Lazard, і протягом декількох років Меєр став їхнім партнером, замінивши Раймонда Філіппа.
У фірмі Lazard організував SOVAC (Societé pour la Vente à Crédit d'Automobiles) — фінансову компанію, яка наприкінці двадцятих років запровадила концепцію автомобільного фінансування для споживачів. З 1927 року, представляючи Lazard разом з Полом Францен і Раймоном Філіпом, був обраний членом Ради директорів невдалого автомобільного гіганта Citroën. Вони взяли на себе витрати компанії та значно зменшили операційні витрати, склавши план фінансової реструктуризації, який врятував компанію від ліквідації. За заслуги в економіці Франції уряд нагородив його Орденом Почесного легіону.
З дружиною та двома дітьми був змушений втекти з Франції після нацистської окупації під час Другої світової війни. Прийшов до офісу фірми Lazard в Нью-Йорку разом із головою П'єром Давидом-Вайлом (1900—1975), а після звільнення Об'єднаних сил у 1944 році Девід-Вайль повернувся до Франції, і Мейєра призначили керівником американських операцій. Цю посаду займав до кінця свого життя.
Девід Рокфеллер назвав Меєра «найкреативнішим фінансовим генієм нашого часу у світі інвестиційних банків», він став одним із найважливіших людей в американському бізнесі, який мав вплив на весь світ. Відомий як «Пікассо з банківської справи», запровадив інноваційні методи фінансування післявоєнного американського бізнесу. У 1960-х роках відповідав за те, щоб фірма Lazard стала найбільшою фірмою злиттів та поглинань (M&A) у США. Уклав вдалі угоди шляхом викупу залучених позицій таких компаній, як International Telephone & Telegraph Company (ITT), яка стала дев'ятою за величиною промисловою корпорацією в США.
Попри свою сором'язливість, був радником сім'ї Кеннеді та другом і радником Джекі Онассіс протягом всього життя. Був другом і радником інших відомих громадських діячів, таких як Вільям С. Пейлі з CBS та Кетрін Грем у The Washington Post . Також був довіреною особою США, президента Ліндона Джонсона, консультував у Овальному кабінеті декілька разів на рік.
Колекціонер витворів мистецтва, у його еклектичних асамблеях були картини Клода Моне, Марка Шагала та Пабло Пікассо, скульптури, меблі Людовика XIV та оригінальні музичні партитури. У 1961 році передав роботи Музею модерного мистецтва в Нью-Йорку, включаючи головну роботу Поля Сезанна. Після його смерті Музей мистецтва Метрополітен придбав його колекцію європейського мистецтва 19 століття. Його колекція музичних партитур розпочалася з творів Ґеорґа Муффата та Жана-Філіппа Рамо, а також розширилася партитурами Георга Фрідріха Генделя, Франсуа Куперена, Антоніо Вівальді, Вінсента Любека, Жана Батіста Люллі, Крістофа Віллібальда Глюка, ескіз Людвіга вана Бетховена належав Фридерику Шопену, Ігорю Стравинському, Арнольду Шенбергу, Йоганну Кунау, Доменіко Скарлатті, Карлу Філіппу Емануелю Баху, Йоганну Крістіану Баху та Карлу Фрідріху Абелю. Компанія Сотбіс 16 та 17 жовтня 2012 року продала його колекцію, зазначивши, що та містила прекрасні партитури 16 і 17 століть таких композиторів, як Орландо ді Ласса, Клаудіо Монтеверді, Якоб Аркадельта, Крістобаль де Моралес, Лука Маренціо, Джованні П'єрлуїджі да Палестріна, Марко да Гальяно, Джироламо Фрескобальді, Якопо Пері, Оттавіо Рінучині та Антоніо Честі, чиї твори рідко виставляються на аукціони.
Утримував будинок для відпочинку у місті Кран-сюр-Сієр, штат Вале, Швейцарія, і перебуваючи там влітку 1979 року, захворів. Помер від проблем з кровообігом у лікарні Нестле в Лозанні. Похований поблизу свого найближчого друга та ділового партнера П'єра-Девіда Вайля в єврейській частині цвинтаря Монпарнас у паризькому кварталі Монпарнас, Франція.

## Спадщина
Фелікс Рогатин вважав його своїм наставником і стверджував, що керівництво та поради Мейєра зробили успішною фірму Lazard.